# Casa Ralph M. Munroe
La Casa Ralph M. Munroe (en inglés: Ralph M. Munroe House) es una casa histórica ubicada en Miami, Florida. La Casa Ralph M. Munroe se encuentra inscrita  en el Registro Nacional de Lugares Históricos desde el 11 de abril de 1973.  

## Ubicación
La Casa Ralph M. Munroe se encuentra dentro del condado de Miami-Dade en las coordenadas 25°43′28″N 80°14′33″O / 25.724444, -80.2425.